# Внутрибольничные инфекции
Внутрибольничные инфекции (также госпитальные, нозокомиальные) — согласно определению ВОЗ, любые клинически выраженные заболевания микробного происхождения, поражающие больного в его госпитализации или посещения медицинской организации (МО) с целью лечения, либо  после выписки из больницы (например, раневая инфекция), а также больничный персонал в силу осуществления им деятельности, независимо от того, проявляются или не проявляются симптомы этого заболевания во время нахождения данных лиц в стационаре.
Инфекция считается внутрибольничной, если она впервые проявляется через 48 часов или более после нахождения в больнице, при условии отсутствия клинических проявлений этих инфекций в момент поступления и исключения вероятности инкубационного периода. На английском языке такие инфекции называются nosocomial infections, от др.-греч. νοσοκομείον — госпиталь (от νόσος — болезнь, κομέω — забочусь).
Госпитальные инфекции следует отличать от часто смешиваемых с ними смежных понятий ятрогенных и оппортунистических инфекций:
- Ятрогенные инфекции — инфекции, занесенные при диагностических или терапевтических процедурах.
- Оппортунистические инфекции — инфекции, развивающиеся у больных с поврежденными механизмами иммунной защиты[2].

## История
Со времени учреждения первого родильного дома в XVII веке и вплоть до середины XIX века в европейских роддомах свирепствовала родильная горячка, смертность среди рожениц и младенцев составляла до 27 %. Снизить её удалось только после того, как была установлена инфекционная этиология и внедрены методы асептики и антисептики в акушерстве. Первым врачом, внедрившим практику мытья рук хлорсодержащим раствором при работе с роженицами, стал австро-венгерский акушер Игнац Филипп Земмельвайс. Создателем антисептики в хирургии считается британец Джозеф Листер.

## Примеры внутрибольничных инфекций
- Вентиляторная пневмония[англ.] (ВАП)
- Туберкулез
- Инфекции мочевыводящих путей
- Госпитальная пневмония
- Гастроэнтерит
- Золотистый стафилококк
- Метициллин-резистентный золотистый стафилококк (MRSA)
- Синегнойная палочка
- Acinetobacter baumannii
- Stenotrophomonas maltophilia
- Ванкомицин-резистентные энтерококки
- Clostridium difficile

## Эпидемиология
В США, по оценкам Центров контроля и профилактики заболеваний, около 1,7 миллиона случаев внутрибольничных инфекций, вызванных всеми типами микроорганизмов, приводят или сопутствуют 99 000 смертям ежегодно.
В Европе, по результатам проведенных госпитальных исследований, смертность от внутрибольничных инфекций составляет 25 000 случаев в год, из них две трети вызваны грам-отрицательными микроорганизмами.
В России официально фиксируется около 30 тысяч случаев ежегодно, что свидетельствует о недостатках статистики. Исследование, проведенное в 32 скоропомощных больницах страны, показало, что госпитальные инфекции развиваются у 7,6 процентов больных, находящихся на лечении в стационаре. Если учесть, что примерное количество пролеченных в стационарах в России составляет 31—32 миллиона пациентов, то госпитальных инфекций у нас должно быть 2 миллиона 300 тысяч случаев в год.
Внутрибольничными агентами могут вызываться тяжёлые пневмонии, инфекции мочевыводящих путей, крови и других органов.
Для ВБИ характерны свои особенности эпидемиологии, отличающие её от классических инфекций.
К ним относятся: своеобразие механизмов и факторов передачи, особенности течения эпидемиологического и инфекционного процессов, важная роль медицинского персонала ЛПУ в возникновении, поддержании и распространении очагов ВБИ.
Многие типы инфекций трудно поддаются лечению по причине антибиотикорезистентности, которая постепенно начинает распространяться и среди грам-отрицательных бактерий, опасных для людей во внебольничной среде.
Для возникновения ВБИ необходимо наличие следующих звеньев инфекционного процесса:
- источник инфекции (хозяин, пациент, медработник);
- возбудитель (микроорганизм);
- факторы передачи[11];
- восприимчивый организм.

Источниками в большинстве случаев служат:
- медицинский персонал;
- носители скрытых форм инфекции;
- больные с острой, стёртой или хронической формой инфекционных заболеваний, включая раневую инфекцию.

Посетители стационаров очень редко бывают источниками ВБИ.
Факторами передачи чаще всего выступают пыль, вода, продукты питания, оборудование, медицинские инструменты и иные фомиты.
Ведущими путями заражения в условиях ЛПУ являются контактно-бытовой, воздушно-капельный и воздушно-пылевой. Также возможен парентеральный путь (характерно для гепатитов B, С, D и др.)
Механизмы передачи инфекции: аэрозольный, фекально-оральный, контактный, гемоконтактный.

### Способствующие факторы

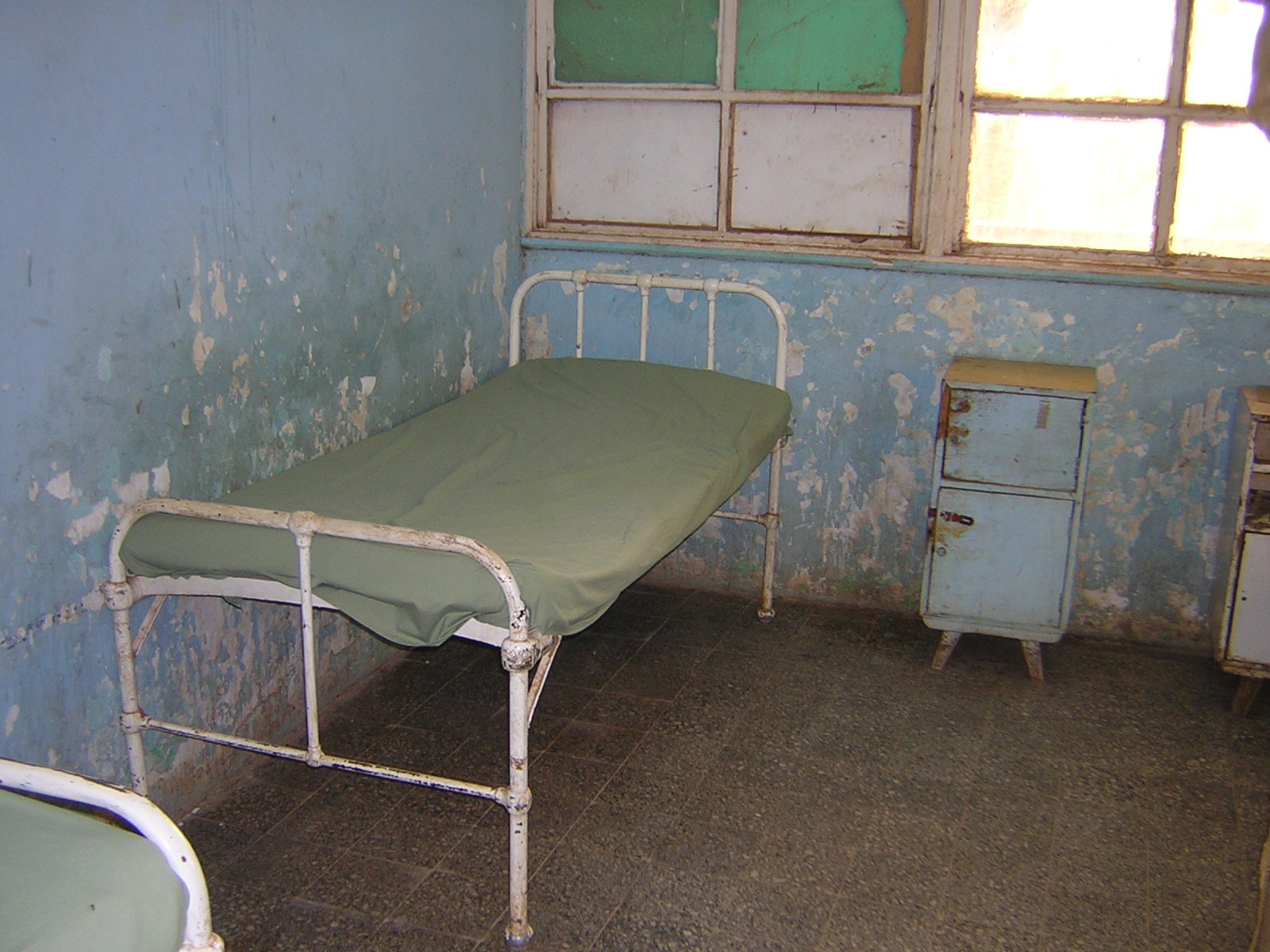
Хирургическая койка в больнице Судана

К факторам внутрибольничной среды, способствующим распространению ВБИ, относятся:
- недооценка эпидемической опасности внутрибольничных источников инфекции и риска заражения при контакте с пациентом;
- перегрузка ЛПУ;
- наличие невыявленных носителей внутрибольничных штаммов среди медперсонала и пациентов;
- нарушение медперсоналом правил асептики и антисептики, личной гигиены;
- несвоевременное проведение текущей и заключительной дезинфекции, нарушение режима уборки;
- недостаточное оснащение ЛПУ дезинфекционными средствами;
- нарушение режима дезинфекции и стерилизации медицинских инструментов, аппаратов, приборов и т. д.;
- устаревшее оборудование;
- неудовлетворительное состояние пищеблоков, водоснабжения;
- отсутствие фильтрационной вентиляции.

### Группа риска
Лица с повышенным риском заражения ВБИ:
1. Больные:
  - без определённого места жительства, мигрирующее население;
  - с длительными недолеченными хроническими соматическими и инфекционными заболеваниями;
  - не имеющие возможность получать специальную медицинскую помощь;
2. Лица, которым:
  - назначена терапия, подавляющая иммунную систему (облучение, иммунодепрессанты);
  - проводятся обширные хирургические вмешательства с последующей кровезаместительной терапией, программный гемодиализ, инфузионная терапия;
3. Роженицы и новорождённые, особенно недоношенные и переношенные;
4. Дети с врождёнными аномалиями развития, родовой травмой;
5. Медперсонал ЛПУ.

## Этиология
Всего насчитывается более 200 агентов, которые могут быть причиной ВБИ.
До появления антибиотиков основными из них были стрептококки и анаэробные палочки. Однако после начала клинического применения антибиотиков возбудителями основных ВБИ стали ранее непатогенные (или условно-патогенные) микроорганизмы: Staphylococcus aureus, S. epidermidis, S. saprophiticus, Escherichia coli, Enterococcus faecalis, Enterococcus durans, Klebsiella sp., Proteus mirabilis, Providencia spp., Acinetobacter, Citrobacter, Serratia marcescens.
Так же установлено, что внутрибольничное инфицирование может быть связано с распространением ротавирусной, цитомегаловирусной инфекции, кампилобактера, вирусов гепатита B, С и D, а также ВИЧ-инфекции.
В результате циркуляции микроорганизмов в отделении происходит их естественный отбор и мутация с образованием наиболее устойчивого госпитального штамма, являющегося непосредственной причиной ВБИ.
Госпитальный штамм — это микроорганизм, изменившийся в результате циркуляции в отделении по своим генетическим свойствам, в результате мутаций или переноса генов (плазмид) обретший некоторые несвойственные «дикому» штамму характерные черты, позволяющие ему выживать в условиях стационара.
Основные черты приспособления — это устойчивость к одному или нескольким антибиотикам широкого спектра действия, устойчивость в условиях внешней среды, снижение чувствительности к антисептикам. Госпитальные штаммы очень разнообразны, в каждой больнице или отделении возможно появление своего характерного штамма со свойственным только ему набором биологических свойств.

## Классификация
1. В зависимости от путей и факторов передачи ВБИ классифицируют:
  - Воздушно-капельные (аэрозольные);
  - Водно-алиментарные;
  - Контактно-бытовые;
  - Контактно-инструментальные;
  - Постинъекционные;
  - Постоперационные;
  - Послеродовые;
  - Посттрансфузионные;
  - Постэндоскопические;
  - Посттрансплантационные;
  - Постдиализные;
  - Постгемосорбционные;
  - Посттравматические инфекции;
  - Другие формы.
2. От характера и длительности течения:
  - Острые;
  - Подострые;
  - Хронические.
3. По степени тяжести:
  - Тяжелые;
  - Средне-тяжелые;
  - Легкие формы клинического течения.
4. В зависимости от степени распространения инфекции:
  - Генерализованные инфекции: бактериемия (виремия, микемия), септицемия, септикопиемия, токсико-септическая инфекция (бактериальный шок и др.).
  - Локализованные инфекции
  - Инфекции кожи и подкожной клетчатки (ожоговых, операционных, травматический ран, Постинъекционные абсцессы, омфалит,рожа, пиодермия, абсцесс и флегмона подкожной клетчатки, парапроктит, мастит, дерматомикозы и др.);
  - Респираторные инфекции (бронхит, пневмония, легочный абсцесс и гангрена, плеврит, эмпиема и др.);
  - Инфекции глаза (конъюнктивит, кератит, блефарит и др.);
  - ЛОР-инфекции (отиты, синуситы, ринит, мастоидит, ангина, ларингит, фарингит, эпиглоттит и др.);
  - Стоматологические инфекции (стоматит, абсцесс, др.);
  - Инфекции пищеварительной системы (гастроэнтероколит, энтерит, колит, холецистит, гепатиты, перитонит, абсцессы брюшины и др.);
  - Урологические инфекции (бактериурия, пиелонефрит, цистит, уретрит, др.);
  - Инфекции половой системы (сальпингоофорит, эндометрит, др.);
  - Инфекции костей и суставов (остеомиелит, инфекция сустава или суставной сумки, инфекция межпозвоночных дисков);
  - Инфекции ЦНС (менингит, абсцесс мозга, вентрикулит и др.);
  - Инфекции сердечно-сосудистой системы (инфекции артерий и вен, эндокардит, миокардит, перикардит, постоперационный медиастинит).

## Профилактика
Профилактика внутрибольничных инфекций должна включать три составляющие:
- минимизация возможности заноса инфекции извне[источник не указан 2363 дня].;
- исключение распространения инфекции между больными внутри учреждения;
- исключение выноса инфекции за пределы ЛПУ.

## Лечение

### Лечение внутрибольничной инфекции
В идеале следует назначить антимикробный препарат узкого спектра активности, который действует на конкретный микроорганизм, выделенный при микробиологическом исследовании. Однако, на практике внутрибольничная инфекция, особенно в первые дни, практически всегда лечится эмпирически. Выбор оптимальной схемы антимикробной терапии зависит от преобладающей микрофлоры в отделении и спектра её антибиотикорезистентности.
С целью снижения антибиотикорезистентности возбудителей следует практиковать регулярную ротацию антибактериальных препаратов (когда определённые антибиотики используются в отделении для эмпирической терапии в течение нескольких месяцев, а затем заменяются следующей группой).

#### Стартовая антимикробная терапия
Внутрибольничная инфекция, вызванная грамположительными микроорганизмами, наиболее эффективно лечится ванкомицином, а в отношении грамотрицательных бактерий наибольшей активностью обладают карбапенемы (имипенем и меропенем), цефалоспорины IV поколения (цефепим, цефпиром) и современные аминогликозиды (амикацин).
Из сказанного не следует делать вывод о том, что внутрибольничная инфекция поддаётся только вышеперечисленным средствам. Например, возбудители инфекций мочевыводящих путей сохраняют высокую чувствительность к фторхинолонам, цефалоспоринам III поколения и др.
Но серьёзная внутрибольничная инфекция, действительно, требует назначения карбапенемов или цефалоспоринов IV поколения, так как они обладают наиболее широким спектром активности и действуют на полимикробную флору, в том числе на полирезистентных грамотрицательных возбудителей и многих грамположительных микроорганизмов. Недостатком препаратов обеих групп является отсутствие активности в отношении метициллинрезистентных стафилококков, поэтому в тяжёлых случаях их приходится комбинировать с ванкомицином.
Кроме того, все указанные средства не действуют на грибковые патогены, роль которых в развитии внутрибольничных инфекций существенно возросла. Соответственно, при наличии факторов риска (например, выраженный иммунодефицит) следует назначать противогрибковые средства (флуконазол и др.)
Рекомендации по эмпирическому лечению некоторых внутрибольничных грамотрицательных инфекций приведены в нижеследующей таблице.
| Локализация                   | Препараты выбора |
| ----------------------------- | --- |
| Нижние дыхательные пути       | Имипенем, амикацин |
| Мочевыводящие пути            | Пиперациллин/тазобактам, цефалоспорины III поколения, имипенем, амикацин, ципрофлоксацин                                                                          |
| Инфекция кожи и мягких тканей | Цефтазидим, имипенем, амикацин, ципрофлоксацин. При преобладании E.coli и Proteus spp. возможно применение цефалоспоринов III поколения, пиперациллина/тазобактам |

В 90-е годы XX века было показано, что эффективность стартовой антибактериальной терапии оказывает непосредственное влияние на летальность госпитализированных больных. Летальность среди больных, получавших неэффективную стартовую терапию, была выше, чем у пациентов, которым назначали антибиотики, активные в отношении большинства возбудителей. Более того, в случае неадекватной стартовой терапии даже последующая смена антибиотика уже с учётом микробиологических данных не приводила к снижению летальности.
Таким образом, при тяжёлых внутрибольничных инфекциях само понятие «резервный антибиотик» утрачивает свой смысл. Эффективность стартовой терапии — это важный фактор, от которого зависит прогноз для жизни.
На основании этих данных была разработана концепция деэскалационной терапии. Суть её заключается в том, что в качестве стартовой эмпирической терапии, которую начинают сразу после установления диагноза, используют комбинацию антимикробных средств, действующих на всех возможных возбудителей инфекции. Например, карбапенем или цефепим сочетают с ванкомицином (плюс флуконазол) в зависимости от состава вероятных возбудителей.
Доводом в пользу комбинированной терапии служат:
- более широкий спектр активности;
- преодоление устойчивости, вероятность которой выше при применении одного препарата;
- наличие теоретических данных о синергизме определённых средств.

До начала применения антибиотиков необходимо провести забор образцов биологических жидкостей для микробиологического исследования. После получения результатов микробиологического исследования и клинической оценки эффективности лечения через 48—72 ч возможна коррекция терапии, например, отмена ванкомицина, если выявлен грамотрицательный возбудитель. Теоретически возможна смена всей комбинации на препарат более узкого спектра действия, хотя у тяжёлого больного, ответившего на терапию, любой врач предпочтёт оставить назначенные антибиотики.
Возможность внедрения деэскалационной терапии зависит от эффективной работы микробиологической службы и степени доверия к её результатам. Если возбудитель остаётся неизвестным, то эта концепция теряет смысл и может привести к ухудшению результатов лечения. Целесообразность деэскалационной терапии следует в первую очередь обсуждать у больных с серьёзными инфекциями, угрожающими жизни (например, вентилятор-ассоциированная пневмония, сепсис).
Следует учитывать, что обратный подход (то есть эскалация терапии) в подобных ситуациях может закончиться смертью больного ещё до получения результатов микробиологического исследования.